# Segell Microscopi
Segell Microscopi és una discogràfica independent catalana fundada el 2014 per Carlos Moreno i David Mullor, el cantant i lletrista del grup Ix!. El segell discogràfic dona suport als artistes que volen autoeditar els seus treballs, facilitant-los tots els serveis que necessiten, des de l'enregistrament fins a la publicació, distribució i promoció dels seus discos. Destaca per ser una marca referent per a músics debutants i provinents d'escoles de referència com ara el Conservatori Superior de Música del Liceu, l'Escola Superior de Música de Catalunya o el Taller de Músics. També pel treball de difusió i capacitat d'exportar la música catalana fora de les seves fronteres.
Microscopi disposa d'un catàleg musical divers des de l'indie pop a la world music passant per la música tradicional, i en què el jazz ocupa un espai important, amb artistes com Guillem Plana, el vibrafonista Joan Pérez-Villegas o Alba Careta.